# Explorer 35
Explorer 35 (IMP-E, AIMP 2, Anchored IMP 2, Interplanetary Monitoring Platform-E) là một tàu vũ trụ có góc quay ổn định được thiết kế cho các nghiên cứu liên hành tinh, tập trung vào Mặt Trăng, plasma liên hành tinh, từ trường, hạt năng lượng và tia X mặt trời. Nó được phóng vào quỹ đạo mặt trăng hình elip. Hướng trục quay gần vuông góc với mặt phẳng hoàng đạo, và tốc độ quay là 25,6 vòng/phút.
Mục tiêu của nhiệm vụ đã hoàn thành. Sau khi hoạt động thành công trong 6 năm, tàu vũ trụ này đã bị ngừng hoạt động vào ngày 24 tháng 6 năm 1973.

## Dụng cụ khoa học

### Từ kế
Thí nghiệm từ kế Ames bao gồm một từ kế ba trục dựa trên nguyên lý bùng nổ và một gói điện tử. Các cảm biến được lắp đặt trực giao, với một cảm biến được định hướng dọc theo trục quay của tàu vũ trụ. Một động cơ trao đổi một cảm biến trong mặt phẳng quay với cảm biến dọc theo trục quay sau mỗi 24 giờ, cho phép hiệu chỉnh ánh sáng. Gói thiết bị bao gồm một mạch để giải điều chế các đầu ra từ các cảm biến trong mặt phẳng quay
Ngưỡng tiếng ồn khoảng 0,2 nT. Thiết bị có ba phạm vi bao gồm cộng hoặc trừ 20, 60 và 200 nT toàn bộ quy mô cho từng thành phần vectơ. Độ chính xác số hóa cho mỗi phạm vi là 1% của toàn bộ phạm vi được đề cập. Vectơ từ trường được đo ngay lập tức và phạm vi công cụ đã được thay đổi sau mỗi phép đo. Một khoảng thời gian 2.05 giây trôi qua giữa các phép đo liền kề và khoảng thời gian 6.14 s trôi qua giữa các phép đo bằng cùng một phạm vi. Hiệu suất của thiết bị là bình thường.
Thí nghiệm bao gồm một từ kế ba trục dựa trên cơ chế bùng nổ. Mỗi cảm biến có dải kép từ âm tới dương 24 nT và 64 nT, với độ phân giải số hóa từ âm tới dương 0,094 nT và 0,25 nT. Độ lệch mức không được kiểm tra bằng cách định hướng lại các cảm biến định kỳ cho đến ngày 20 tháng 5 năm 1969, khi cơ chế flipper thất bại. Qua thời điểm này, việc phân tích dữ liệu khó khăn hơn khi sự chênh lệch mức zero của cảm biến song song với trục quay của tàu vũ trụ không dễ xác định. Sự can thiệp của tàu vũ trụ nhỏ hơn 0.125 nT. Một phép đo vector thu được mỗi 5,12 s. Dải băng từ kế từ 0 đến 5 Hz, với mức giảm 20 dB mỗi thập kỷ cho tần số cao hơn. Ngoại trừ thất bại flipper, thí nghiệm hoạt động bình thường từ khởi động đến phi thuyền không gian (24 tháng 6 năm 1973).

### Quan sát bằng Radar Bistatic
Mục đích của thí nghiệm này là nghiên cứu các đặc tính phản xạ điện từ của bề mặt Mặt Trăng. Các truyền từ xa 136.10 MHz (2,2 m) từ tàu vũ trụ được rải rác từ bề mặt Mặt Trăng và sau đó được ghi lại bằng cách sử dụng đĩa ăng-ten Stanford dài 150 ft. Cường độ tín hiệu phản xạ phụ thuộc vào độ phản xạ mặt trăng, độ cao phi thuyền trên bề mặt mặt trăng, và độ cong trung bình của Mặt Trăng. Băng thông tín hiệu trả về tỉ lệ với độ dốc bề mặt mặt trăng RMS. 
Hiện tượng huyền bí cho phép xác định các đặc tính tán xạ của mặt trăng. Hằng số điện môi của bề mặt mặt trăng ở vùng tán xạ dưới độ sâu khoảng 25 cm sau đó được xác định từ một hồ sơ của các giá trị phản xạ so với góc tới của Mặt Trăng. Độ dốc mặt trăng trung bình trên từng khu vực mà tín hiệu được phản ánh cũng được suy ra. Các quan sát được đặt trong khoảng 10 độ của đường xích đạo mặt trăng. Hoạt động thử nghiệm là bình thường kể từ tháng 3 năm 1971.

### Buồng ion và ống Geiger
Thí nghiệm này bao gồm một buồng ion hóa loại Neher 12 cm và hai ống Lionel loại 205 HT Geiger-Müller (GM). Buồng ion phản ứng đa hướng với các electron trên 0,7 MeV và proton trên 12 MeV. Cả hai ống GM được gắn song song với trục quay của tàu vũ trụ. Ống GM 1 phát hiện các electron trên 45 keV nằm rải rác trên một lá vàng. Hình nón chấp nhận cho các electron này có góc toàn 70 độ và một trục đối xứng là 20 độ lệch trục quay của tàu vũ trụ.
GM ống 2 phản ứng với điện tử và proton trên 22 và 300 keV, tương ứng, trong một hình nón chấp nhận góc 70 độ góc trung tâm tại trục quay của tàu vũ trụ. Cả hai ống GM phản ứng đa hướng với các electron và proton năng lượng trên 2,5 và 50 MeV, tương ứng. Các xung từ buồng ion và đếm từ mỗi ống GM được tích lũy trong 39,72 s và đọc ra mỗi 40,96 giây. Ngoài ra, thời gian giữa các buồng ion đầu tiên xung trong một giai đoạn tích lũy cũng được đo từ xa. Thử nghiệm này thực hiện tốt lúc ban đầu.

### Đầu dò micrometeoroid
Thí nghiệm này được thiết kế để đo ion hóa, động lượng, tốc độ và hướng của micrometeorites, sử dụng các máy dò màng mỏng, thiết bị cảm ứng và microphone.

### Cốc Faraday
Một chiếc cốc Faraday tách rời hoặc ghép được đặt trên đường xích đạo của tàu vũ trụ đã được sử dụng để nghiên cứu cường độ định hướng của các ion dương và điện tích gió mặt trời với sự nhấn mạnh đặc biệt về sự tương tác của gió mặt trời với Mặt Trăng. Hai mươi bảy mẫu tích phân hiện tại (cần khoảng 4,3s) được lấy trong một cửa sổ năng lượng mỗi lần sạc từ 80 đến 2850 eV
Sau đó, dòng điện được lấy mẫu trong tám cửa sổ năng lượng mỗi lần sạc khác nhau giữa 50 và 5400 eV ở góc phương vị, nơi dòng điện cực đại xuất hiện trong loạt các phép đo tích phân trước đó. Các phép đo (tích phân và sai số) mất khoảng 25 s. Cả hai tổng và sự khác biệt của dòng thu được thu được cho các ion dương. Chỉ số tiền thu được cho các electron. Một tập hợp đầy đủ các phép đo (hai khoản tiền tấm thu và một sự khác biệt cho proton, và một tấm thu tổng cho electron) yêu cầu 328 s. Thí nghiệm hoạt động tốt từ khi khởi động cho đến khi thất bại vào tháng 7 năm 1968.